# Poiana (okręg Gałacz)
Poiana – wieś w Rumunii, w okręgu Gałacz, w gminie Poiana. W 2011 roku liczyła 1228 mieszkańców.